# The Embrace That Smothers

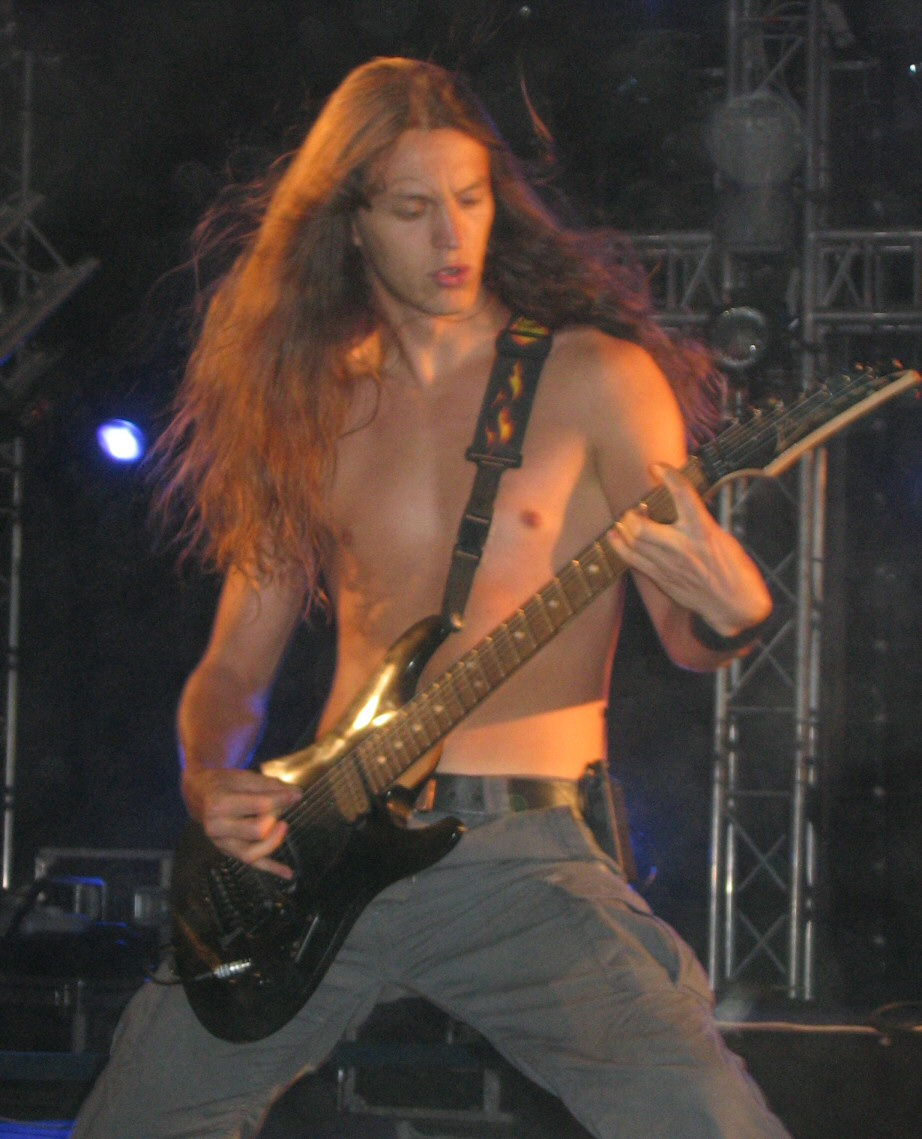
Mark Jansen, de bedenker en mede-uitvoerder van "The Embrace That Smothers" in volle actie

The Embrace That Smothers (De verstikkende omhelzing) is een reeks nummers, die begonnen werd door de Nederlandse metalband After Forever en werd afgesloten door Epica, een metalband van dezelfde vlakke bodem. Onder leiding van gitarist en grunter Mark Jansen ging de reeks van start op het album Prison of Desire van After Forever en is later voortgezet door Epica op de albums The Phantom Agony en The Divine Conspiracy, waar Mark Jansen wederom een rol speelde.
De nummers benadrukken de gevaren die zij menen te ontwaren in georganiseerde religie, waaronder het misbruik van macht, onwetendheid, bekrompen visies, oorlogen, racisme, discriminatie en bijgeloof. De nummers hebben echter geen anti-religieus karakter. De teksten zijn overwegend in het Engels, maar bevatten ook stukken in het Latijn.

## Nummers
| Nummer    | Titel                   | Duur  | Band          | Album                 | Jaar |
| --------- | ----------------------- | ----- | ------------- | --------------------- | ---- |
| Proloog   | Mea Culpa               | 02:00 | After Forever | Prison of Desire      | 2000 |
| 1         | Leaden Legacy           | 05:07 | After Forever | Prison of Desire      | 2000 |
| 2         | Follow in the Cry       | 04:08 | After Forever | Prison of Desire      | 2000 |
| 3         | Yield to Temptation     | 05:53 | After Forever | Prison of Desire      | 2000 |
| Interlude | Adyta                   | 01:16 | Epica         | The Phantom Agony     | 2003 |
| 4         | Cry for the Moon        | 06:44 | Epica         | The Phantom Agony     | 2003 |
| 5         | Façade of Reality       | 08:12 | Epica         | The Phantom Agony     | 2003 |
| 6         | Seif al Din             | 05:47 | Epica         | The Phantom Agony     | 2003 |
| 7         | Death of a Dream        | 06:03 | Epica         | The Divine Conspiracy | 2007 |
| 8         | Living a Lie            | 04:56 | Epica         | The Divine Conspiracy | 2007 |
| 9         | Fools of Damnation      | 08:42 | Epica         | The Divine Conspiracy | 2007 |
| Final     | La'petach Chatat Rovetz | 01:46 | Epica         | The Divine Conspiracy | 2007 |

## Verwante nummers
Er zijn twee nummers in het repertoire van Epica, waarvan de titel verwijst naar The Embrace: "Adyta - The Neverending Embrace" (The Phantom Agony) en "La'petach chatat Rovetz - The Last Embrace" (The Divine Conspiracy). Hoewel deze twee nummers verwijzen naar The Embrace, lijken ze niet officieel deel uit te maken van "The Embrace That Smothers". "La'petach chatat Rovetz" is echter wel een introductie tot "The Embrace That Smothers VII - Death of a Dream" en "Adyta" tot het lied "Sensorium", wat dan weer niet onder The Embrace valt.
Er is ook een versie van het lied "Living a Lie" gemaakt, waar de teksten werden geschreven door Simone Simons speciaal voor de show The Classical Conspiracy, maar het nummer maakt niet officieel deel uit van de serie.